# آرتاکول
آرتاکول (انگلیسی: Artakul) یک شهرک در شهرستان کاراایدلسکی استان باشقیرستان کشور روسیه است.